# Dmitry Solovyov
Dmitry Solovyov (ur. 28 grudnia 1963) – uzbecki judoka. Olimpijczyk z Atlanty 1996, gdzie zajął 21. miejsce w wadze półciężkiej.
Piąty na mistrzostwach świata w 1995; siódmy w 1993; uczestnik zawodów w 1997. Startował w Pucharze Świata w 1995, 1996 i 1998. Brązowy medalista igrzysk azjatyckich w 1994. Wicemistrz Azji w 1995; trzeci w 1996 roku.

## Letnie Igrzyska Olimpijskie 1996
| Konkurencja | Eliminacje                 | Klas. końcowa |
| Konkurencja | Przeciwnik I               | Miejsce       |
| ----------- | -------------------------- | ------------- |
| 95 kg       | Dmitrij Siergiejew (RUS) P | 21.           |